# Jack Bauer (cyclisme)
Pour les articles homonymes, voir Jack Bauer (homonymie) et Bauer.
Jack Bauer, né le 7 avril 1985 à Takaka, est un coureur cycliste néo-zélandais. Il a été champion de Nouvelle-Zélande sur route en 2010 et du contre-la-montre en 2017.

## Biographie
Jack Bauer pratique d'abord le VTT et participe aux championnats du monde de VTT 2006. Passé à la route, il gagne une étape et prend la deuxième place du classement général du Tour de Southland en 2009. Il s'installe cette année-là à Gand, en Belgique, et court pour l'équipe Kingsnorth International Wheelers, créée pour donner leur chance en Belgique à des coureurs anglophones. Il remporte le championnat de Nouvelle-Zélande sur route en 2010, devant Hayden Roulston et Julian Dean. Ces résultats lui permettent de terminer à la troisième place du classement individuel de l'UCI Oceania Tour 2010. Il participe au contre-la-montre des championnats du monde sur route.
En 2012, il est recruté par l'équipe Garmin-Barracuda. Il prend part au Tour Down Under dont il prend la neuvième place de la cinquième étape et termine onzième au classement général. Il dispute le Tour d'Italie, son premier grand tour, aux côtés du vainqueur Ryder Hesjedal. Il remporte avec ses coéquipiers la 4e étape, un contre-la-montre par équipes. Sélectionné pour représenter la Nouvelle-Zélande aux Jeux olympiques de Londres, il s'y classe dixième de la course en ligne et dix-neuvième du contre-la-montre.
Bauer abandonne le Tour de France 2013 durant la 19e étape à la suite de deux chutes ayant nécessité son transfert dans un hôpital. Atteint à la face, il ne souffre pas de fracture mais nécessite plusieurs points de suture au visage. Il gagne en fin de saison la Japan Cup.
L'année suivante, il réalise une échappée lors de la 15e étape. Il part dès le premier kilomètre avec Martin Elmiger et résiste avec lui durant toute l'étape dans le vent et sous la pluie. Ayant fini par lâcher Elmiger, il est repris par le peloton à 50 mètres de la ligne d'arrivée, après 221 kilomètres. Il finit dixième, en larme, laissant la victoire d'étape à Alexander Kristoff. Une semaine après la fin de ce Tour, il obtient la médaille d'argent de la course en ligne des Jeux du Commonwealth. Sur les 139 coureurs au départ, seulement douze ont terminé la course en raison de fortes pluies,.
En 2015, il se classe huitième du Grand Prix E3 au printemps. Lors du Tour de France, il chute lors des cinq premières étapes, et abandonne lors de la cinquième, souffrant d'une fracture du fémur. Il reprend la compétition en février 2016. Une nouvelle chute au Tour de Catalogne lui cause une fracture au poignet et l'éloigne à nouveau des courses pour un mois. Malade durant les mois suivants, et victime d'une intoxication alimentaire lors du Critérium du Dauphiné, il n'est pas sélectionné pour le Tour de France, ni pour les Jeux olympiques de Rio, où George Bennett lui est préféré pour représenter la Nouvelle-Zélande. De retour en forme en fin de saison, il gagne la cinquième étape du Tour de Grande-Bretagne,.
Après cinq années passées sous la houlette de Jonathan Vaughters chez Garmin-Sharp puis Cannondale-Drapac, Jack Bauer rejoint Quick-Step Floors en 2017. Il débute avec cette équipe en janvier aux championnats de Nouvelle-Zélande, où il remporte le titre en contre-la-montre. Il dispute ensuite le Tour Down Under, il tente en vain de gagner une étape et reçoit le prix de la combativité des trois dernières étapes.
En août 2017, il signe dans la formation Orica-Scott pour les saisons 2018 et 2019.
Après 4 saisons dans la formation australienne, Jack Bauer est annoncé dans l'effectif 2023 de la nouvelle équipe Q36.5 Pro Cycling Team sous la direction de Doug Ryder, anciennement manager de l'équipe africaine Qhubeka NextHash.

## Palmarès
| - 2009 - 2e étape du Tour de Southland - Harbour Ride Long Bays Classic - 2e du Tour de Southland - 2010 - Champion de Nouvelle-Zélande sur route - 5e étape du Tour de Wellington - 3e étape du Tour Doon Hame - 2e du Tour Doon Hame - 3e de l'UCI Oceania Tour - 2011 - 2e étape du Tour de l'Utah - 2e de l'Olympia's Tour - 2012 - 4e étape du Tour d'Italie (contre-la-montre par équipes) - 2e étape du Tour du Qatar (contre-la-montre par équipes) - 1re et 4e étapes du Tour de Vineyards - 2e du Tour de Vineyards - 10e de la course en ligne des Jeux olympiques - 2013 - Japan Cup | - 2014 - 5e étape du Tour de Vineyards - Prologue du Herald Sun Tour - 2e du championnat de Nouvelle-Zélande sur route - Médaillé d'argent de la course en ligne des Jeux du Commonwealth - 2015 - 8e du Grand Prix E3 - 2016 - 5e étape du Tour de Grande-Bretagne - 2017 - Champion de Nouvelle-Zélande du contre-la-montre - 2017 - 2e et 3e étapes du Hammer Series Limburg (par équipe) - 2e du Hammer Series Limburg (par équipe) - 2020 - 1re étape du Czech Cycling Tour (contre-la-montre par équipes) - 2e du Czech Cycling Tour |  |

## Résultats sur les grands tours

### Tour de France
7 participations
- 2013 : abandon (19e étape)
- 2014 : 137e
- 2015 : abandon (5e étape)
- 2017 : 105e
- 2018 : 121e
- 2020 : 83e
- 2022 : 122e

### Tour d'Italie
2 participations
- 2012 : 114e, vainqueur de la 4e étape (contre-la-montre par équipes)
- 2019 : 95e

## Classements mondiaux
| Année                                 | 2010  | 2011 | 2012 | 2013 | 2014 | 2015 | 2016  | 2017  | 2018  | 2019 | 2020 | 2021 | 2022  | 2023  |
| ------------------------------------- | ----- | ---- | ---- | ---- | ---- | ---- | ----- | ----- | ----- | ---- | ---- | ---- | ----- | ----- |
| UCI World Tour                        |       |      | nc   | nc   | nc   | 140e | nc    | 202e  | 236e  |      |      |      |       |       |
| Classement mondial                    |       |      |      |      |      |      | 1296e | 576e  | 666e  | 899e | 397e | 807e | 1936e | 2315e |
| UCI Europe Tour                       | 1064e | 365e |      |      |      |      | 960e  | 1752e | 1259e |      |      |      |       |       |
| UCI America Tour                      | nc    | 163e |      |      |      |      | nc    | nc    | nc    |      |      |      |       |       |
| UCI Oceania Tour                      | 4e    | nc   |      |      |      |      | nc    | 21e   | 64e   | 52e  | 27e  | 37e  | 85e   | 98e   |
|                                       |       |      |      |      |      |      |       |       |       |      |      |      |       |       |
| Légende : nc = non classéSource : UCI |       |      |      |      |      |      |       |       |       |      |      |      |       |       |